# چاپینرو
چاپینرو (به اسپانیایی: Chapinero) یک منطقهٔ مسکونی در کلمبیا است که در بوگوتا واقع شده‌است. چاپینرو ۳۸٫۱۵ کیلومتر مربع مساحت و ۱۶۶٬۰۰۰ نفر جمعیت دارد و ۲٬۶۰۰ متر بالاتر از سطح دریا واقع شده‌است.